# Georg Kaibel
Georg Kaibel (Lübeck, 30 de octubre de 1849 - Gotinga, 12 de octubre de 1901) fue un filólogo clásico alemán y helenista. Fue una autoridad de su época en los estudios griegos, sobre todo en el registro de la epigrafía griega y de los epigramas, está considerado como el que puso las bases de los estudios del siglo XX en este ámbito.

## Biografía

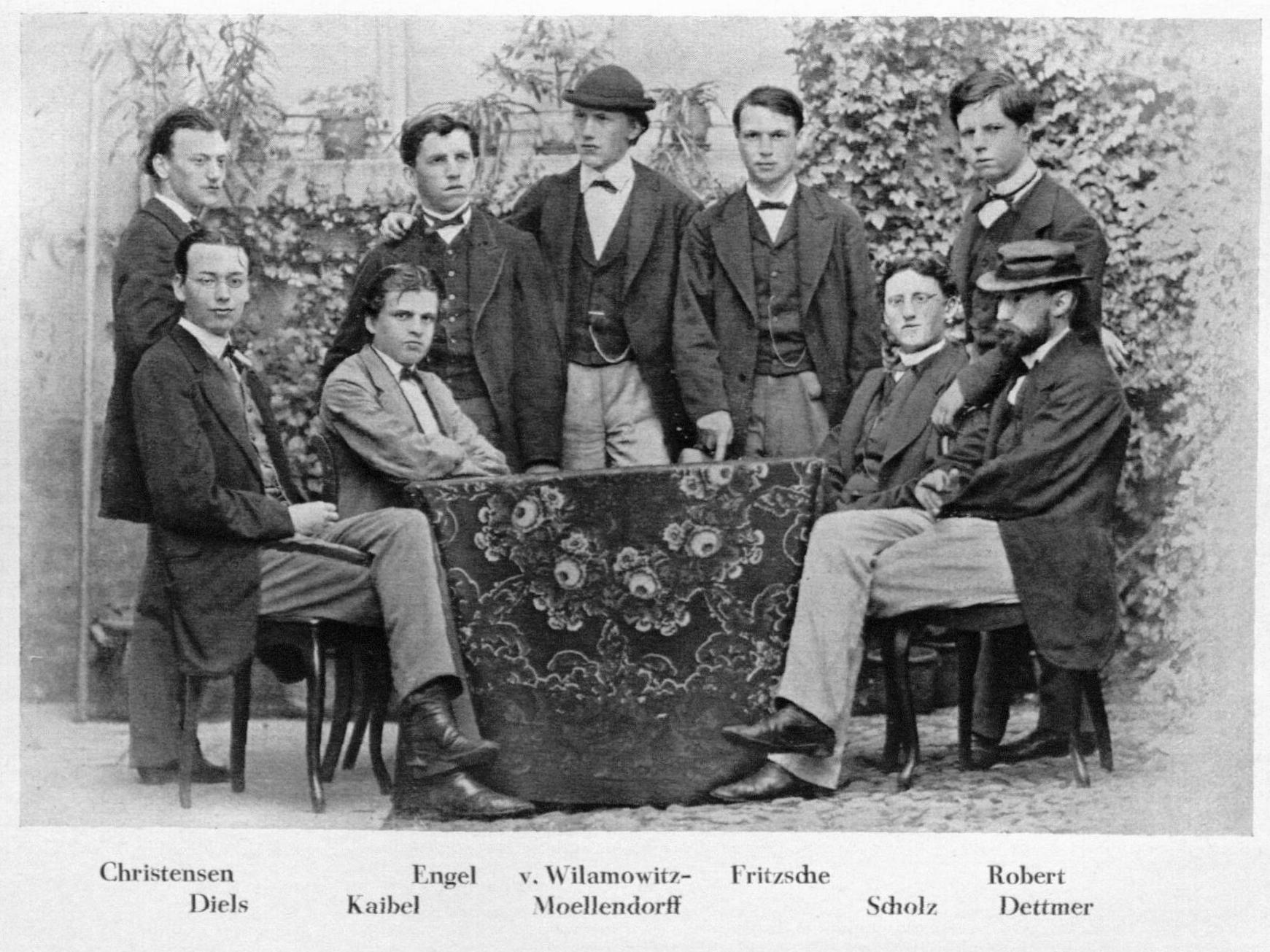
Kaibel sentado, el segundo a izquierda, y Ulrich von Wilamowitz-Moellendorff, de pie en medio, en la universidad de Bonn en 1869.

El joven Kaibel siguió sus estudios en el Katharineum de Lübeck.
Estudio letras clásicas en la universidad de Gotinga (de 1868 a 1869) y en la universidad de Bonn (de 1869 a 1872). Es en esta última, fue alumno de Hermann Usener y de Bücheler. Se apasionó pronto por la epigrafía. Su tesis doctoral por la cual recibió su promoción en 1871 se titula De monumentorum aliquot Graecorum carminibus. Trabajó como becario en 1872–1874 en el Instituto Arqueológico Alemán de Roma, donde colaboró estrechamente con el célebre Theodor Mommsen  y Wilamowitz-oellendorff, otro futuro erudito. Con este último viajó a Grecia en 1873. Luego Kaibel enseñó a Elberfeld el Askanisches Gymnasium de Berlín.
Después de su habilitación en 1878, fue profesor asociado de filología clásica en 1879 en la Universidad de Breslavia. Se casó en 1880 con Adelheid Schadow 1858; † después de 1935. Después enseñó en Rostock (1882), Greifswald (1883), sucediendo a Wilamowitz-Möllendorff, y Estrasburgo (1886).  Regresó en 1897 a Gotinga, donde fue elegido miembro efectivo de la Academia de las ciencias .Se convirtió en miembro ordinario del Instituto Arqueológico Alemán en 1899. 
Kaibel publicó varias ediciones de las obras de la época de la segundo sofística, y de las ediciones que se refieren en gran medida a ellas, como lass de Sófocles: Electra y Antígona. Contribuyó también en la revista Hermes (que dirigió de 1882 a 1901), e hizo publicar varios artículos sobre el teatro griego en los cuatro primeros volúmenes de la Realencyclopädie der classischen Altertumswissenschaft de Georg Wissowa (1894–1901). Su traducción y su edición de las s (1887-1890), constituye una referencia de peso actual.
Murió de un cáncer de estómago en 1901.

## Algunas publicaciones
- Epigrammata Graeca ex lapidibus conlecta, (1878)
- Supplementum epigrammatum Graecorum ex lapidibus conlectorum, (1879)
- Dionysios von Halikarnassos, (1885)
- Deipnosophistai de Ateneo (en Bibliotheca Teubneriana, 1887–1890)
- Poetarum Comicorum Graecorum Fragmenta'' (1890)
- Inscriptiones Italiae y Siciliae (IG XIV, 1890)
- Athenaiôn Politeia de Aristóteles   (Volúmenes I & II 1891, Volumen III 1898), con Ulrich von Wilamowitz-Moellendorff
- Protreptikos de Galeno, (1894)
- Electra de Sófocles, (1896)
- Antígona de Sófocles, (1897)
- Frínico, (1899)
- Casio Longino, (1899)